# Lungört
Lungört (Pulmonaria obscura) är en ört med blommor som är röda när knopparna spricker upp, men senare blir blåvioletta. 
Lungört har använts som örtmedicin, främst för att lindra lungsjukdomar. Då växten innehåller det cancerogena ämnet pyrrolizidinalkoloid bör man undvika förtäring av växten.